# Lelio Orsi

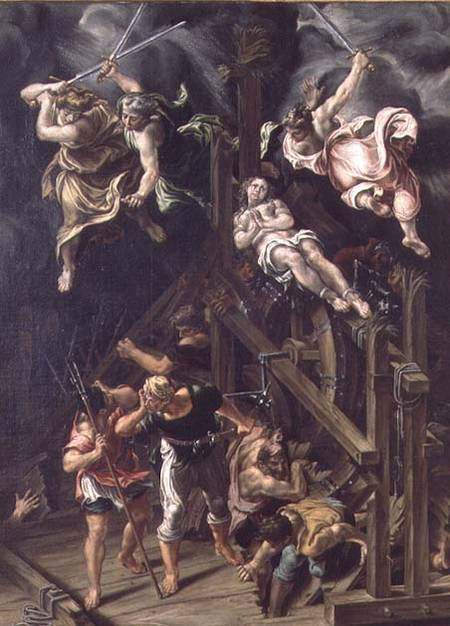
El Martiri de Santa Caterina, Galleria Estense, Modena, 1560.

Lelio Orsi (Novellara, 1508/1511 - Novellara, 1587), també conegut com a Lelio da Novellara, era un pintor i arquitecte manierista de l'escola italiana Reggio de l'Emilia.

## Biografia
Va néixer, morir i treballar al mateix indret. Està documentat que va estudiar amb Giovanni Giarola, un alumne d'Antonio da Correggio. Hi ha evidència documental que va visitar Roma el 1554-55, i podia haver estat influït per Girolamo Bedoli, Antonio da Correggio i el prototípic manierista Giulio Romano, així com Michelangelo Buonarroti i el seu successor Daniele da Volterra. Es diu que va ser professor de Raffaellino da Reggio. Altres alumnes o seguidors seus van ser Giovanni Bianchi, conegut com el Bertone Reggiano. I Jacopo Borbone de Novellara.
Fou actiu tant en l'exterior com en la decoració interior, i gran part de la seva feina la va fer al seu petit estudi, no va fer retaules grans. La majoria de la seva obra va acabar a les col·leccions dels Ducs de Este de Ferrara. Orsi va llegir a Correggio amb la lent del manierisme: n'aprengué la nocturnitat, la simplicitat etèrie amb postures contorsionades, la perspectiva distorsionada i els enquadraments plens.

## Obres
- El Martiri de Santa Caterina (1560) - Galleria Estense, Modena
- El Crist Mort Flanquejat per la Caritat i la Justícia
- Madonna della Ghiara (1569)
- Sants Cecília & Valerià - Galleria Borghese, Roma
- Noli Me Tangere - Wadsworth Atheneum, Hartford
- L'Adoració dels Pastors (1565–70) - Gemäldegalerie, Berlín[5]
- El Passeig a Emmaús (1565) - Galeria Nacional, Londres[6]
- St. Jordi i el Drac (1550) - Museo di Capodimonte, Napòls
- St Miquel sotmetent Satanàs i pesant les Ànimes dels Morts (1540s) - Ashmolean Museu, Oxford[7]
- Crist En el Jardí de Getsemaní (1545) - Galeria Strossmayer, Zagreb